# American Township
American Township ist eines von zwölf Townships des Allen Countys im US-Bundesstaat Ohio. Nach der Volkszählung im Jahr 2020 waren hier 14.538 Einwohner registriert.

## Geografie
American Township liegt etwas westlich des geografischen Zentrums des Allen Countys im Nordwesten von Ohio und grenzt im Uhrzeigersinn an die Townships: Sugar Creek Township, Bath Township, Perry Township, Shawnee Township, Amanda Township und Marion Township.

## Verwaltung
Das Township wird durch ein Board of Trustees, bestehend aus drei gewählten Mitgliedern, verwaltet. Zwei Personen werden jeweils im Jahr nach der Präsidentschaftswahl gewählt und eine jeweils im Jahr davor. Die Amtszeit dauert in der Regel vier Jahre und beginnt jeweils am 1. Januar. Daneben gibt es noch einen Township Clerk (Schriftführer), der ebenfalls im Jahr vor der Präsidentschaftswahl auf eine vierjährige Amtszeit gewählt wird. Dessen Amtszeit beginnt jeweils am 1. April.